# بيير دي رييغو دو فودروي كافانيال
بيير دي رييغو دو فودروي دو كافانيال , ماركيز كافانيال (22 نوفمبر 1698- 4 أغسطس 1778) هو حاكم لفرنسا الجديدة مولود في كندا. كان حاكم للويزيانا الفرنسية (1743-1753) و أصبح في عام 1755 الحاكم العام الأخير لفرنسا الجديدة و ذلك بعد سقوط تلك المستعمرة في أيدي البريطانيين بعد حرب السبع سنوات و التي تعرف في الولايات المتحدة بالحرب الفرنسية الهندية.

## الحياة و العمل
ولد بيير للحاكم العام لفرنسا الجديدة , فيليب دي رييغو فودروي و زوجته لويس إليزابيت ابنة بيير دي جويبيرت دو سولانج إي دو مارسون في كيبيك و كان عم للويس فيليب دي فودروي.
صعدت رتبة فودروي كافانيال سريعا من خلال خدمة العسكرية و المدنية لفرنسا الجديدة و ذلك بفضل محسوبية والده و بسبب قدرته الفطرية. في البدء عين ضابط في الجيش الفرنسي في حين لا يزال شابا و في عام 1733 تم تعيينه حاكما لتروا ريفيير و على لويزيانا الفرنسية في عام 1742 حيث استمرت خدمته هناك من العاشر من مايو 1743 و حتى التاسع من فبراير 1753 مؤكدا براعته كعسكري و حاكم . في عام 1753 انتقل فودروي كافانيال إلى فرنسا قبل تعيينه مجددا في 1755 حاكم لفرنسا الجديدة من قبل الملك لويس الخامس عشر.